# ويليام هوبر (سياسي)
ويليام هوبر (بالإنجليزية: William Hopper)‏ هو مصرفي وسياسي بريطاني، ولد في 9 أغسطس 1929. في انتخابات البرلمان الأوروبي 1979، انتخب عضو في البرلمان الأوروبي عن دائرة Greater Manchester West (European Parliament constituency) ‏ لترشحه ضمن قائمة حزب المحافظين، وقد انضم خلال فترته النيابية (17 يوليو 1979 – 23 يوليو 1984) للكتلة البرلمانية الديمقراطيون الأوروبيون ‏.